# Matysová
Matysová es un municipio del distrito de Stará Ľubovňa en la región de Prešov, Eslovaquia, con una población estimada a final del año 2024 de 55 habitantes.
Se encuentra ubicado al noroeste de la región, cerca del río Poprad (cuenca hidrográfica del río Vístula) y de la frontera con  Polonia.

## Demografía
| Año        | 1994 | 2004     | 2014    | 2024     |
| ---------- | ---- | -------- | ------- | -------- |
| Población  | 112  | 78       | 76      | 55       |
| Diferencia |      | −30,35 % | −2,56 % | −27,63 % |

| Año        | 2023 | 2024    |
| ---------- | ---- | ------- |
| Población  | 56   | 55      |
| Diferencia |      | −1,78 % |